# Tętnica pochwowa
Tętnica pochwowa (łac. arteria vaginalis) – w anatomii człowieka tętnica występująca u kobiet, będąca zwykle jedną z gałęzi bocznych tętnicy macicznej, ale często odchodząca też bezpośrednio z tętnicy biodrowej wewnętrznej.
W przypadku odchodzenia od tętnicy macicznej zaczyna się w jej części poprzecznej, w okolicy miejsca, gdy tętnica maciczna krzyżuje się z moczowodem. Kieruje się wzdłuż brzegu bocznego szyjki macicy i pochwy, unaczyniając dolną część szyjki oraz górną część pochwy, a także tylną ścianę pęcherza moczowego. Tworzy zespolenia z innymi tętnicami odżywiającymi pochwę (tętnicą pęcherzową dolną, tętnicą odbytniczą środkową i tętnicą sromową wewnętrzną), zespolenia łączą także tętnice pochwowe obu stron (prawą i lewą).